# Cupa Davis 2024
Cupa Davis 2024 este cea de-a 112-a ediție a Cupei Davis, cea mai importantă competiție pe echipe din tenisul masculin, cu un număr record de 157 de echipe naționale înscrise. Campioana în exercițiu este Italia, care a urcat pentru prima dată în fruntea clasamentului ITF pe echipe în noiembrie 2023, după ce a câștigat a doua „salatieră”.
Prima dată când se joacă este weekendul prelungit din 3–4 februarie, când au loc calificările și barajele celor două grupe mondiale. Grupele de bază ale turneului final cu 16 echipe vor urma în săptămâna 9 septembrie. Etapa finală eliminatorie a turneului final va încheia anul în noiembrie, la Malaga, în Spania, pentru a treia oară. Prima și a doua grupă mondială au fost programate pentru weekendul prelungit din 14 și 15 septembrie. Douăsprezece meciuri reciproce de trei puncte câștigătoare se joacă pe parcursul a două zile în fiecare grupă și barajul aferent, cu patru meciuri de simplu și un meci de dublu. Zonele continentale din Grupele 3, 4 și 5 au un format de blocuri de bază de o săptămână și un baraj prelungit pentru clasamentul final, cu două meciuri de simplu și unul de dublu, de două puncte câștigătoare. Toate meciurile se joacă la două seturi câștigătoare, cu un tiebreak final de șapte puncte. Căpitanii pot nominaliza până la cinci jucători pentru o echipă.
Echipa Rusiei, sub sigla Federației Ruse de Tenis, și a Belaruslui, au fost interzise de la competițiile internaționale de tenis, inclusiv din Cupa Davis, în martie 2022, ca urmare a începerii invaziei rusești în Ucraina. Interdicția a continuat în 2023 și 2024.

## Turneul final al Cupei Davis
Dată: 10–15 septembrie 2024 (faza grupelor)
19–24 noiembrie 2024 (faza eliminatorie)

Loc: Martin Carpena Arena, Málaga, Spania (faza eliminatorie)

Suprafață: dură, interior
DT = Deținătoarea titlului, 2023F = Finalistă la turneul din 2023, WC = Wild Card, H = Țară gazdă
| Echipe participante | Echipe participante | Echipe participante | Echipe participante | Echipe participante | Echipe participante |
| Argentina           | Australia (2023F)   | Belgia              | Brazilia            |                     |                     |
| Canada              | Chile               | Cehia               | Finlanda            |                     |                     |
| Franța              | Germania            | Regatul Unit (WC)   | Italia (DT)         |                     |                     |
| Țările de Jos       | Slovacia            | Spania (WC) (H)     | Statele Unite       |                     |                     |
| ------------------- | ------------------- | ------------------- | ------------------- | ------------------- | ------------------- |

Faza grupelor
|  | Calificat pentru faza eliminatorie |

G = Grupă, T = Total, M = Meciuri, S = Seturi,
| G | Câștigător    | Câștigător | Câștigător | Câștigător | Finalist      | Finalist | Finalist | Finalist | Locul trei   | Locul trei | Locul trei | Locul trei | Locul patru | Locul patru | Locul patru | Locul patru |
| G | Țară          | T          | M          | S          | Țară          | T        | M        | S        | Țară         | T          | M          | S          | Țară        | T           | M           | S           |
| - | ------------- | ---------- | ---------- | ---------- | ------------- | -------- | -------- | -------- | ------------ | ---------- | ---------- | ---------- | ----------- | ----------- | ----------- | ----------- |
| A | Italia        | 3–0        | 6–3        | 14–10      | Țările de Jos | 1–2      | 4–5      | 12–10    | Brazilia     | 1–2        | 4–5        | 10–13      | Belgia      | 1–2         | 4–5         | 11–14       |
| B | Spania        | 3–0        | 7–2        | 15–9       | Australia     | 2–1      | 6–3      | 14–8     | Franța       | 1–2        | 4–5        | 11–12      | Cehia       | 0–3         | 1–8         | 6–17        |
| C | Statele Unite | 3–0        | 8–1        | 16–7       | Germania      | 2–1      | 7–2      | 15–5     | Chile        | 1–2        | 2–7        | 8–16       | Slovacia    | 0–3         | 1-8         | 2–12        |
| D | Canada        | 3–0        | 7–2        | 15–4       | Argentina     | 2–1      | 6–3      | 12–9     | Regatul Unit | 1–2        | 4–5        | 8–10       | Finlanda    | 0–3         | 1–8         | 4–16        |

### Faza eliminatorie
|  | Sferturi de finală | Sferturi de finală | Sferturi de finală |               |          | Semifinale | Semifinale | Semifinale |  |  | Finală | Finală | Finală |  |
|  |                    |                    |                    |               |          |            |            |            |  |  |        |        |        |  |
|  | Italia             | Italia             | 2                  |               |          |            |            |            |  |  |        |        |        |  |
|  | Italia             | Italia             | 2                  |               |          |            |            |            |  |  |        |        |        |  |
|  | Argentina          | Argentina          | 1                  |               |          |            |            |            |  |  |        |        |        |  |
|  | Argentina          | Argentina          | 1                  |               | Italia   | Italia     | 2          |            |  |  |        |        |        |  |
|  |                    |                    |                    |               | Italia   | Italia     | 2          |            |  |  |        |        |        |  |
|  |                    |                    | Australia          | Australia     | 0        |            |            |            |  |  |        |        |        |  |
|  | Statele Unite      | Statele Unite      | Australia          | Australia     | 0        | 1          |            |            |  |  |        |        |        |  |
|  | Statele Unite      | Statele Unite      |                    |               |          |            |            |            |  |  |        |        |        |  |
|  | Australia          | Australia          | 2                  |               |          |            |            |            |  |  |        |        |        |  |
|  | Australia          | Australia          | 2                  |               | Italia   | Italia     | 2          |            |  |  |        |        |        |  |
|  |                    |                    |                    |               |          |            |            |            |  |  |        |        |        |  |
|  |                    |                    | Țările de Jos      | Țările de Jos | 0        |            |            |            |  |  |        |        |        |  |
|  | Germania           | Germania           | Țările de Jos      | Țările de Jos | 0        | 2          |            |            |  |  |        |        |        |  |
|  | Germania           | Germania           |                    |               |          |            |            |            |  |  |        |        |        |  |
|  | Canada             | Canada             | 0                  |               |          |            |            |            |  |  |        |        |        |  |
|  | Canada             | Canada             | 0                  |               | Germania | Germania   | 0          |            |  |  |        |        |        |  |
|  |                    |                    |                    |               | Germania | Germania   | 0          |            |  |  |        |        |        |  |
|  |                    |                    | Țările de Jos      | Țările de Jos | 2        |            |            |            |  |  |        |        |        |  |
|  | Țările de Jos      | Țările de Jos      | Țările de Jos      | Țările de Jos | 2        | 2          |            |            |  |  |        |        |        |  |
|  | Țările de Jos      | Țările de Jos      |                    |               |          |            |            |            |  |  |        |        |        |  |
|  | Spania             | Spania             | 1                  |               |          |            |            |            |  |  |        |        |        |  |

### Runda de calificare
Dată: 1–4 februarie 2024
| Echipă gazdă      | Scor | Echipă în deplasare | Oraș gazdă         | Loc desfășurare                          | Suprafață |
| ----------------- | ---- | ------------------- | ------------------ | ---------------------------------------- | --------- |
| Canada [1]        | 3–1  | Coreea de Sud       | Montreal           | IGA Stadium                              | Dură (i)  |
| Serbia [2]        | 0–4  | Slovacia            | Kraljevo           | Kraljevo Sports Hall                     | Zgură (i) |
| Croația [3]       | 1–3  | Belgia              | Varaždin           | Varaždin Arena                           | Dură (i)  |
| Ungaria           | 2–3  | Germania [4]        | Tatabánya          | Multifunctional Arena                    | Dură (i)  |
| Țările de Jos [5] | 3–2  | Elveția             | Groningen          | MartiniPlaza                             | Dură (i)  |
| Cehia [6]         | 4–0  | Israel              | Třinec             | Vitality Slezsko                         | Dură (i)  |
| Ucraina           | 0–4  | Statele Unite [7]   | Vilnius (Lituania) | SEB Arena                                | Dură (i)  |
| Finlanda [8]      | 3–1  | Portugalia          | Turku              | Gatorade Center                          | Dură (i)  |
| Taipeiul Chinez   | 0–4  | Franța [9]          | Taipei             | Taipei Tennis Center                     | Dură (i)  |
| Argentina         | 3–2  | Kazahstan [10]      | Rosario            | Jockey Club de Rosario                   | Zgură     |
| Suedia [11]       | 1–3  | Brazilia            | Helsingborg        | Helsingborg Arena                        | Dură (i)  |
| Chile [12]        | 3–2  | Peru                | Santiago           | Estadio Nacional Julio Martínez Prádanos | Dură      |

## Grupa Mondială I
Meciurile din Grupa Mondială 1 vor avea loc între 13–14 și 14–15 septembrie 2024, cu douăzeci și patru de echipe care vor juca în douăsprezece perechi. Meciurile  de două zile se vor disputa în format "acasă și în deplasare", la trei puncte câștigătoare (patru de simplu și unul de dublu). Câștigătoarele vor avansa în runda de calificare din 2025,, iar învinsele vor avea de înfruntat participarea la barajul pentru Grupa Mondială 1 din 2025.

### Runda de calificare la Grupa Mondială I
Dată: 2–4 februarie 2024
| Echipă gazdă   | Scor | Echipă în deplasare       | Oraș gazdă    | Loc desfășurare             | Suprafață |
| -------------- | ---- | ------------------------- | ------------- | --------------------------- | --------- |
| Columbia [1]   | 3–2  | Luxemburg                 | Bogotá        | Club Bellavista Colsubsidio | Zgură     |
| Liban          | 1–3  | Japonia [2]               | Cairo (Egipt) | Smash Sporting Club         | Zgură     |
| Irlanda        | 0–4  | Austria [3]               | Limerick      | UL Sport Arena              | Dură (i)  |
| Egipt          | 3–1  | Ecuador [4]               | Salinas       | El Gezira Sporting Club     | Zgură     |
| Norvegia [5]   | 4–0  | Letonia                   | Gjøvik        | Gjøvik Olympic Cavern Hall  | Dură (i)  |
| Grecia         | 4–0  | România [6]               | Ano Liosia    | Ano Liosia Olympic Hall     | Dură (i)  |
| Bulgaria       | 1–3  | Bosnia și Herțegovina [7] | Burgas        | Tennis Center Avenue        | Dură (i)  |
| Uzbekistan [8] | 0–4  | Polonia                   | Tashkent      | Humo Arena                  | Dură (i)  |
| Noua Zeelandă  | 1–3  | Turcia [9]                | Auckland      | ASB Tennis Arena            | Dură      |
| Mexic          | 1–3  | Danemarca [10]            | Zapopan       | Hacienda San Javier         | Zgură     |
| Pakistan       | 0–4  | India [11]                | Islamabad     | Pakistan Sports Complex     | Iarbă     |
| Lituania [12]  | 3–2  | Georgia                   | Vilnius       | SEB Arena                   | Dură (i)  |

## Grupa Mondială II
Grupa Mondială 2 a avut loc în perioada 13–15 septembrie 2024. 24 de echipe s-au înscris la baraj, formând 12 perechi. Meciurile de două zile s-au disputat în format "acasă și în deplasare", la trei puncte câștigătoare (patru de simplu și un dublu). Învingătoarele vor avansa la barajul din Grupa Mondială 1 din 2024, iar învinsele vor participa la barajul din Grupa Mondială 2 din 2024.
Aceste douăzeci și patru de echipe sunt:
- 12 echipe învinse din play-off-ul Grupei Mondiale I, în februarie 2024
- 12 echipe câștigătoare din play-off-ul Grupei Mondiale II, în februarie 2024

| Capi de serie 1. România (#37) 2. Ecuador (#39) 3. Uzbekistan (#42) 4. Bulgaria (#44) 5. Pakistan (#45=) 6. Letonia (#45=) 7. Mexic (#45=) 8. Noua Zeelandă (#45=) 9. Irlanda (#49) 10. Liban (#50) 11. Maroc (#51) 12. Uruguay (#52) | Echipe neclasate - Barbados (#53) - Africa de Sud (#54) - El Salvador (#55) - Hong Kong, China (#56) - Monaco (#57) - Tunisia (#58) - Luxemburg (#59) - Georgia (#60) - Bolivia (#61) - China (#62) - Togo (#65) - Estonia (#66) |

| Echipă gazdă      | Scor | Echipă în deplasare | Oraș gazdă       | Loc desfășurare                             | Suprafață |
| ----------------- | ---- | ------------------- | ---------------- | ------------------------------------------- | --------- |
| România [1]       | 3–2  | China               | Craiova          | Sala Polivalentă                            | Hard (i)  |
| Hong Kong, China  | 2–3  | Ecuador [2]         | Hong Kong        | Victoria Park Tennis Stadium                | Hard      |
| Uzbekistan [3]    | 3–1  | Estonia             | Tashkent         | Sakhovat Sport Servis                       | Hard      |
| Bulgaria [4]      | 3–2  | El Salvador         | Plovdiv          | Tennis Club Lokomotiv                       | Zgură     |
| Barbados          | 3–1  | Pakistan [5]        | Bridgetown       | National Tennis Centre                      | Hard      |
| Togo              | 4–0  | Letonia [6]         | Lomé             | Stade Omnisport de Lomé                     | Hard      |
| Georgia           | 3–2  | Mexic [7]           | Tbilisi          | Alex Metreveli Tennis Complex               | Hard      |
| Noua Zeelandă [8] | 2–3  | Luxemburg           | Palmerston North | Fly Palmy Arena                             | Hard (i)  |
| Tunisia           | 3–2  | Irlanda [9]         | La Marsa         | Tennis Club de l'Avenir Sportif de la Marsa | Zgură     |
| Liban [10]        | 3–1  | Africa de Sud       | Cairo (Egipt)    | Palm Hills Sports Club                      | Zgură     |
| Maroc [11]        | 0–4  | Monaco              | Marrakech        | Royal Tennis Club de Marrakech              | Zgură (i) |
| Bolivia           | 1–3  | Uruguay [12]        | Santa Cruz       | Las Palmas Country Club                     | Zgură     |

## Grupa Mondială III
Echipele clasate pe primele trei locuri în fiecare zonă continentală din Grupa 3 vor avansa la barajul pentru Grupa Mondială II din 2025. Echipele clasate pe ultimele două locuri din fiecare zonă vor fi retrogradate în Grupa IV din 2025.

## Grupa Mondială IV
Echipele clasate pe primele două locuri în fiecare zonă continentală din Grupa 4 vor avansa în Grupa 3 a zonei corespunzătoare în 2025. Echipele clasate pe ultimele două locuri în zonele Asia-Oceania și Africa vor avansa în Grupa 5 a zonei corespunzătoare în 2025.

## Grupa Mondială V
Primele două locuri din Grupa 5 a zonei continentale vor fi promovate în Grupa 4 a zonei corespunzătoare în 2025.